# إيناس دي لا فريسانج
إيناس ماري لوتيتيا إيجلانتين إيزابيل دي سينارد من لافريسانج (بالفرنسية: Inès de La Fressange)‏ (من مواليد 11 أغسطس 1957) عارضة أزياء فرنسية وأرستقراطية وأيقونة للأزياء ومصممة أزياء وعطور. تم تسميتها في قاعة مشاهير قائمة أفضل الفساتين في العالم في عام 1998.

## روابط خارجية
- إيناس دي لا فريسانج على موقع IMDb (الإنجليزية)
- إيناس دي لا فريسانج على موقع ديسكوغز (الإنجليزية)
- إيناس دي لا فريسانج على موقع قاعدة بيانات الفيلم (الإنجليزية)
- إيناس دي لا فريسانج على موقع دليل عارضات الأزياء (الإنجليزية)